# Léger-Félicité Sonthonax
Léger-Félicité Sonthonax (Oyonnax, 7 de marzo de 1763 - 23 de julio de 1813) fue un político que se destacó en la revolución francesa por su actividad para conseguir la abolición de la esclavitud.

## Juventud
Hijo de un comerciante acomodado de Oyonnax, asistió al colegio en Nantua y estudio derecho en Dijon. Abogado en el Parlamento de París en 1789, al comenzar la revolución. 
Como periodista defendió las tesis abolicionistas de la Sociedad de Amigos de los Negros, a la cual se integró. Había conocido en el Club de los Jacobinos a uno de los fundadores de la Sociedad, Jacques Pierre Brissot, jefe del partido de los Girondinos. Se pronunciaron por la abolición inmediata de la esclavitud el 25 de septiembre de 1790.

## Santo Domingo
En agosto de 1791 se desencadenó la revolución haitiana a partir del levantamiento de los esclavos al norte de la isla de Santo Domingo, en el corazón de la producción azucarera de la más rica colonia de Francia. Santo Domingo era escenario de conflictos cada vez más fuertes entre colonos blancos, los mulatos libres y la mayoría de la población esclavizada, luchas que se entrelazaban con el enfrentamiento entre quienes apoyaban la revolución francesa y quienes propugnaban por el restablecimiento del Antiguo Régimen o la independencia de la isla.
Después de haber favorecido por un tiempo las tesis de los colonos esclavistas, la Asamblea Legislativa se hizo sensible a los argumentos de los Amigos y el 4 de abril de 1792 decretó la ciudadanía plena para todas las personas libres de color y decidió enviar a la isla una comisión con plenos poderes para imponer la ley y restablecer la autoridad de Francia. Propuesto por Brissot, el 29 de abril de 1792 Sonthonax fue nombrado como uno de los tres comisarios civiles para Santo Domingo, junto con Étienne Polverel y Ailhaud.
Ellos llegaron el 18 de septiembre de 1792, apenas cuatro días antes de la proclamación de la República y encontraron a la mayor parte de los colonos blancos devorados por el odio racial. Enfrentaron una gélida recepción, de la cual dan cuenta los escritos de Sonthonax. En alianza con los libres mulatos y de color, los comisarios impusieron por la fuerza la autoridad de la revolución, disolvieron la asamblea de la colonia, compuesta exclusivamente por blancos y desterraron a los extremistas blancos que se negaban a aceptar la igualdad entre personas libres. Por otra parte, algunos líderes y tropas de los esclavos rebeldes del norte, se refugiaron en la parte este de la isla y al lado de los españoles luchaban contra Francia.

## Guerra contra Inglaterra
En febrero de 1793 se produjeron dos importantes hechos: el rey Luis XVI fue ejecutado estableciéndose la República y Francia declaró la guerra a Gran Bretaña. Ambos hechos tuvieron consecuencias inmediatas en Santo Domingo. Los realistas se sublevaron encabezados por el general Galbaud, jefe de las fuerzas francesas en Le Cap. Para derrotarlo los comisarios recurrieron no sólo a los mulatos sino a cerca de 10 000 esclavos a los que otorgó la libertad. En abril de 1793 ocuparon Puerto Príncipe; los esclavos rebeldes ocuparon e incendiaron Le Cap. Lograron derrotar y expulsar a Galbaud, pero la liberación de tan alto número de esclavos irritó a los mulatos, que también eran propietarios de esclavos. Privado de su principal apoyo y ya siendo inminente la invasión por parte de los ingleses, buscó el apoyo de los negros para lo cual el 29 de agosto de 1793, Sonthonax, decretó la emancipación general de los esclavos en el norte de la isla, medida que Polverel aplicó en la parte occidental y rápidamente se extendió a toda la colonia.
Gran Bretaña y España vieron en la rica colonia de Santo Domingo un apetitoso botín además de la oportunidad de privar a Francia de una de sus mayores fuentes de recursos. En especial Inglaterra envió en 1794 una poderosa expedición cuyo número exacto de tropas es incierto pero que ocupó Puerto Príncipe y otros puntos costeros. La parte francesa de la isla estaba invadida por la Marina británica y por las tropas españolas a las que se habían unido numerosos monárquicos franceses blancos. Las fuerzas francesas fueron derrotadas en las ciudades costeras por los ingleses y en gran parte del interior por los españoles.
El 4 de febrero de 1794 la Convención Nacional declaró abolida la esclavitud en todas las colonias francesas. El 5 de mayo de 1794, Toussaint Louverture, líder de los esclavos que se liberaron en el norte, que desde 1791 hasta entonces había luchado para España, tras ser contactado e influenciado por los comisarios y el general en jefe Etienne Laveaux, se decidió a pasar con sus tropas al bando revolucionario francés. El ejército que estaba a su mando, en el que había soldados negros, mulatos e incluso algunos blancos atacó a los españoles y les arrebató una decena de ciudades. En la nueva situación las tropas revolucionarias comandadas por Louverture y por el general mulato André Rigaud, consiguieron detener el avance de los ingleses.

## Acusación y retorno a Francia
Los partidarios de los colonos en París acusaron a los comisarios por supuesta arbitrariedad, por lo que Polverel y Sonthonax debieron comparecer por lo que dejaron la isla el 14 de junio de 1794. Sonthonax se defendió ante una comisión dirigida por Garran Coulon. Argumentó que ni los colonos ni parte de los mulatos eran fieles a Francia al contrario de lo que ocurría con los "ciudadanos del 29 de agosto", es decir los esclavos liberados, en quienes la República debía confiar. Después de haber tenido éxito en su defensa el 25 de octubre de 1795, Sonthonax fue nombrado por el Directorio como jefe de la tercera Comisión Civil, el 23 de enero. Regresó entonces a Santo Domingo donde Toussaint Louverture había consolidado su propio poder.
En septiembre de 1796 Sonthonax fue elegido como representante de Santo Domingo en los Cuerpos Legislativos y debió regresar a Francia el 24 de agosto de 1797. En su desempeño como diputado en París defendió sus ideas en favor de la causa de los negros. Cuando Napoleón tomó el poder fue arrestado y luego desterrado a las afueras de la capital. Sonthonax se refugió finalmente en su villa natal donde murió el 23 de julio de 1813. Se había casado con su amante, una mulata llamada Villevalien. 
Sonthonax fue una figura polémica de la Revolución Haitiana. Sus adversarios lo consideraron despótico, vanidoso y disimulador. En Haití a mediados del siglo XIX, uno de los historiadores de mayor renombre, Thomas Madiou, relató cómo las personas de edad en la isla hablaban bien de Sonthonax y afirmó que él contribuyó a "regenerar el nuevo abolicionismo".